# Nortek
Nortek ist ein US-amerikanischer Hersteller von Klima- und Sicherheitstechnik.
Das Unternehmen wurde 1967 von Ralph R. Papitto gegründet. Von 1969 bis zur Übernahme durch die Private-Equity-Gesellschaft Kelso & Company im Jahr 2002 war Nortek börsennotiert. 2011 erfolgte der erneute Börsengang. 2015 wurde der Geschäftsbereich Videosignalverarbeitung per Management-Buy-out als tvONE abgespalten.
Seit 2016 gehört Nortek der britischen Beteiligungsgesellschaft Melrose Industries.
90 % des Umsatzes wird in Nordamerika, 7 % in Europa erwirtschaftet (09-12/2016).

## Segmente
- Air Quality and Home Solutions[8]
  - z. B. Best Dunstabzugshauben
- Residential and Commercial HVAC[9]
  - Marken Gibson, Frigidaire, Maytag, Reznor, Gaz Industrie, AmbiRad, Tappan
- Custom and Commercial Air Solutions[10]
- Security and Control Solutions[11]
- Ergonomic and Productivity Solutions[12]
- Audio, Video & Control Solutions[13]